# Bachelor Party (Angel)
"Bachelor Party" conocido tanto en América Latina como en España bajo la traducción de Despedida de Soltero es el séptimo episodio de la primera temporada de la serie de televisión estadounidense Ángel. Escrito por Tracey Stern y dirigido por David Straiton. Se estrenó originalmente el 16 de noviembre de 1999. El episodio tiene un cross over con el episodio Pangs de la cuarta temporada de la serie Buffy la cazavampiros.

## Argumento
Doyle está dolido por la inesperada aparición de su esposa Harriet quien quiere divorciase de él para casarse con su nuevo novio, Richard, un hombre simpático. A pesar de estar sorprendidos por conocer parte del pasado de Doyle, Angel y Cordelia no dudan en apoyar a su amigo. A tan solo unos días de que la boda se realice, Doyle le da a Ángel la tarea de vigilar al prometido de Harriet quien resulta ser un demonio.
La noticia enfurece notablemente a Doyle, quien había creído que la ruptura de su matrimonio se debía por su condición como semidemonio. Aun así Doyle acepta de mala gana la invitación de asistir a la despedida de soltero de Richard. Mientras Cordelia acepta ir a la despedida de Harriet. Lo que nadie sabe de Investigaciones Ángel incluyendo a Harriet es que la despedida de Richard es un ritual para asegurar el matrimonio del mismo mediante la bendición de Doyle y la in-gesta del cerebro del antiguo esposo por parte del mismo Richard.
Ángel y Cordelia descubren que la vida de Doyle peligra y corren a auxiliarlo. En la despedida, Doyle comienza a ser preparado por la familia y amigos de Richard hasta que aparece el vampiro para salvar a su amigo quien lucha contra la familia de Richard. En ese momento aparece Harriet y Cordelia. La exesposa de Doyle se enfurece con Richard por no haberle dicho la condición que tenía para formar parte de su familia y le entrega la argolla de compromiso dejando en claro que la boda se cancela.
De regreso a las oficinas Ángel, Doyle tiene una visión de Buffy en aprietos, Ángel le pregunta a Doyle que vio, pero el mestizo se muestra dudoso de pronunciar en voz alta el nombre de Buffy.

## Elenco

### Principal
- David Boreanaz como Angel.
- Charisma Carpenter como Cordelia Chase.
- Glenn Quinn como Allen Francis Doyle.

## Actuación
La estrella invitada Carlos Jacott apareció en otras producciones de Mutant Enemy. Primero como Ken en la tercera temporada de Buffy. Posteriormente aparece como Dobson Lawrence en el episodio piloto de Firely.

## Continuidad
- Se produce un nuevo cross over con Buffy la cazavampiros al presentar una visión del futuro de Buffy luchando con vampiro en el campus de la universidad visto en Pangs.
- Doyle tuvo dos oportunidades de mostrarle a Cordelia su condición como semidemonio y no las aprovechó.
- Cordelia menciona su relación pasada con Xander Harris.